# Four peas in a pod
Four peas in a pod is een muurschildering op de hoek van de Majoor Fransweg en Wiltzanghlaan in Amsterdam Nieuw-West. Het meet tien bij twaalf meter. 

## Voorgeschiedenis
Vanaf 2019 werden diverse kunstenaars op het gebied van muurschilderingen gevraagd werk te leveren voor blinde gevels in de wijk Kolenkitbuurt in Amsterdam-West. Deze wijk volgebouwd in de jaren veertig en vijftig kent veel portiekflats, die steevast aan de kopse kant een blinde muur hebben. Die kopse kanten werden na renovatie vaak voorzien van een laag buitenisolatie. Dit geeft de wijk aan die kopse kanten een groezelige grijsgrauwe sfeer. De wijk werd in de 21e eeuw grondig gesaneerd; er werd gerenoveerd en gesloopt/nieuwbouw gepleegd. Om de flats die bleven staan een vrolijker aanblik te geven werd het project Muren van West gestart. Er kwamen muurschilderingen die een binding met de buurt moesten hebben. De eerste muurschildering in dat project was Reinaert de Vos van Stefan Glerum (2019/2020, verwijzend naar de Reinaert de Vosstraat). In 2020 werden vier muurschilderingen gezet op flats, die een kopse kant hebben aan de Wiltzanghlaan waaronder Four peas in a pod van Iriée Zamblé.  
Voor haar was dit totaal nieuw werk, ze was zojuist afgestudeerd met een werk van 50 bij 35 cm. Dit was voorts haar eerste werk in de openbare ruimte. Anderzijds was het bekend terrein, ze maakte (toen) veelal portretten. Ze heeft vier portretten bij elkaar gephotoshopped, een vrouw met hoofddoek met opgeheven arm, een zwarte vrouw die haar arm om een witte man heeft geslagen en een jongen gehuld in de Surinaamse vlag.
Zamblé groeide op aan de andere kant van de stad (Amsterdam-Oost) en hoorde de negatieve berichtgeving aan; ging op bezoek. Ze maakte een werk voor iedereen, die zich er in kan of wil herkennen en niet alleen museum- of galeriepubliek (aldus Zamblé). Het werk kwam naar voren uit inzendingen van acht kunstenaars. Ze vond zichzelf niet geschikt de muurschildering daadwerkelijk uit te voeren; ze liet het aan specialisten over.